# Gracias Por La Música
A Gracias Por La Música a svéd ABBA együttes spanyol nyelvű válogatásalbuma, mely 1980 június 23-án jelent meg a Septima Records kiadó gondozásában. Az album eredetileg a Latin-Amerikai országokban jelent meg, úgy mint Mexikó, Argentína. A népszerűség váratlanul magas volt az 1979-ben kiadott Chiquitita és I Have a Dream című dalok spanyol nyelvű változatának  köszönhetően, így a zenekar tagjai ennek hatására úgy döntöttek, hogy tovább nyolc dalt rögzítenek spanyol nyelven. Ezek közül olyan dalokra esett a választás, mint a Move On és a Hasta Mañana

## Előzmények
Az album címe a Thank You For The Music spanyol fordítása. Buddy és Mary McCluskey akik abban az időben az argentínai RCA kiadónál dolgoztak, megírták a spanyol szövegeket, majd 1980 januárjában a felvételek során Agnetha Fältskog és Anni-Frid Lyngstad a spanyol nyelv helyes kiejtését a spanyol újságíró Ana Martinez által sajátították el.
Sem Benny Andersson sem Björn Ulvaeus nem játszott aktív szerepet a spanyol nyelvű dalok megalkotásában, a produkciót inkább Michael B. Tretow hangmérnök ügyelte. Az Al Andar című dal, mely eredetileg Move On címen jelent meg, Ulvaeus nyitó beszédét elhagyva Agnetha nyitó versével váltotta fel. Az eredeti hangok és a spanyol verziók jelentősen különböztek egymástól, ami a dobhangokban is megmutatkozik.
A Gracias Por La Música című album Spanyolországban Platina helyezést ért el, és 21. hétig volt slágerlistás helyezés.
Az album a 80-as években számos CD kiadást megélt, többek között 1986-ban a Japán kiadás, melyet a Polydor jelentetett meg, Spanyolországban az RCA kiadó, és egy ismeretlen időpontban a CBS is kiadott. Az albumot az ABBA Oro összeállítása után a legtöbb területen törölték, majd 1992-ben a Grandes Exitos című album, mely a Gracias Por La Música tíz dalát tartalmazta, az albumot elavulttá tette. Az album eredeti verziója azonban továbbra is elérhető volt Argentínában és Japánban is.
A CD/DVD Deluxe Edition változat a világon 2014 november 10-én jelent meg, mely a spanyol lista 47, míg a belga lista 106. helyéig jutott.

## Az album dalai
A oldal
1. Gracias Por La Musica (Thank You For The Music) – 3:48
2. Reina Danzante (Dancing Queen) – 3:50
3. Al Andar (Move On) – 4:43
4. Dame! Dame! Dame! (Gimme! Gimme! Gimme!) – 4:45
5. Fernando – 4:15

B oldal
1. Estoy Soñando (I Have A Dream) – 4:44
2. Mamma Mia – 3:32
3. Hasta Mañana – 3:05
4. Conociendome, Conociendote (Knowing Me, Knowing You) – 4:02
5. Chiquitita – 5:26

 2014-es bónusz számok 
1. Ring Ring (Spanish version) – 3:00
2. Andante, Andante (Spanish version) – 4:39
3. Felicidad ("Happy New Year") – 4:24
4. No Hay A Quien Culpar ("When All Is Said and Done") – 3:13
5. Se Me Está Escapando ("Slipping Through My Fingers") – 3:52

## Egyéb megjelenések
Japánban a Discomate kiadó 1980-ban megjelentetett egy 4 számos EP-t a spanyol dalokkal.
1. Conociendome, Conociendote (Knowing Me, Knowing You)
2. Al Andar (Move On)
3. Reina Danzante (Dancing Queen)
4. Estoy Sonando (I Have A Dream)

A Fernando című dal az Egyesült Államokban is megjelent az Al Andar (Move On) című dallal együtt 1980-ban.

## Slágerlista
| Év   | Slágerlista   | Helyezés |
| ---- | ------------- | -------- |
| 1980 | Agentína      | 4        |
| 1980 | Spanyolország | 2        |

## Minősítések
| Ország                     | Minősítés | Eladások |
| -------------------------- | --------- | -------- |
| Spanyolország (PROMUSICAE) | Platina   | 100.000  |